# Phil Harnage
Phil Harnage est un scénariste américain.

## Filmographie
- 1987 : Banzai Runner
- 1987 : Maxie's World (série télévisée)
- 1989 : Ring Raiders (en) (série télévisée)
- 1989 : Little Golden Bookland (TV)
- 1991 : Où est Charlie? ("Where's Waldo?") (série télévisée)
- 1991 : Super Mario World (série télévisée)
- 1993 : The Adventures of Sonic the Hedgehog (série télévisée)
- 1993 : Double Dragon (série télévisée)
- 1994 : Mais où se cache Carmen Sandiego ? (série télévisée)
- 1995 : Gadget Boy and Heather (série télévisée)
- 1995 : Sailor Moon (série télévisée)
- 1997 : The Wacky World of Tex Avery (série télévisée)
- 1997 : Extrêmes Dinosaures (série télévisée)
- 1999 : Sonic le rebelle ("Sonic Underground") (série télévisée)
- 1999 : Archie's Weird Mysteries (série télévisée)
- 2002 : Speed Racer X (série télévisée)
- 2002 : Stargate Infinity (série télévisée)
- 2005 : Strawberry Shortcake: Seaberry Beach Party (vidéo)
- 2005 : Inspector Gadget's Biggest Caper Ever (vidéo)